# Direkte Demokratie

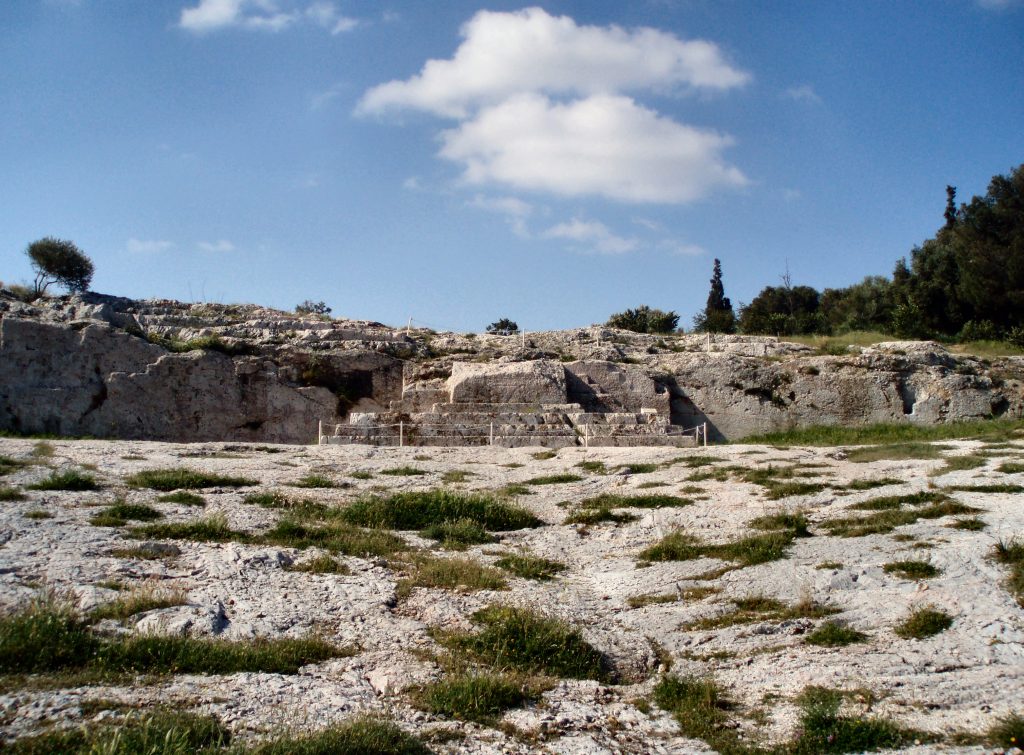
Die Pnyx mit Rednertribüne in Athen, Ort der attischen Volksversammlung, des frühesten Beispiels direkter Demokratie

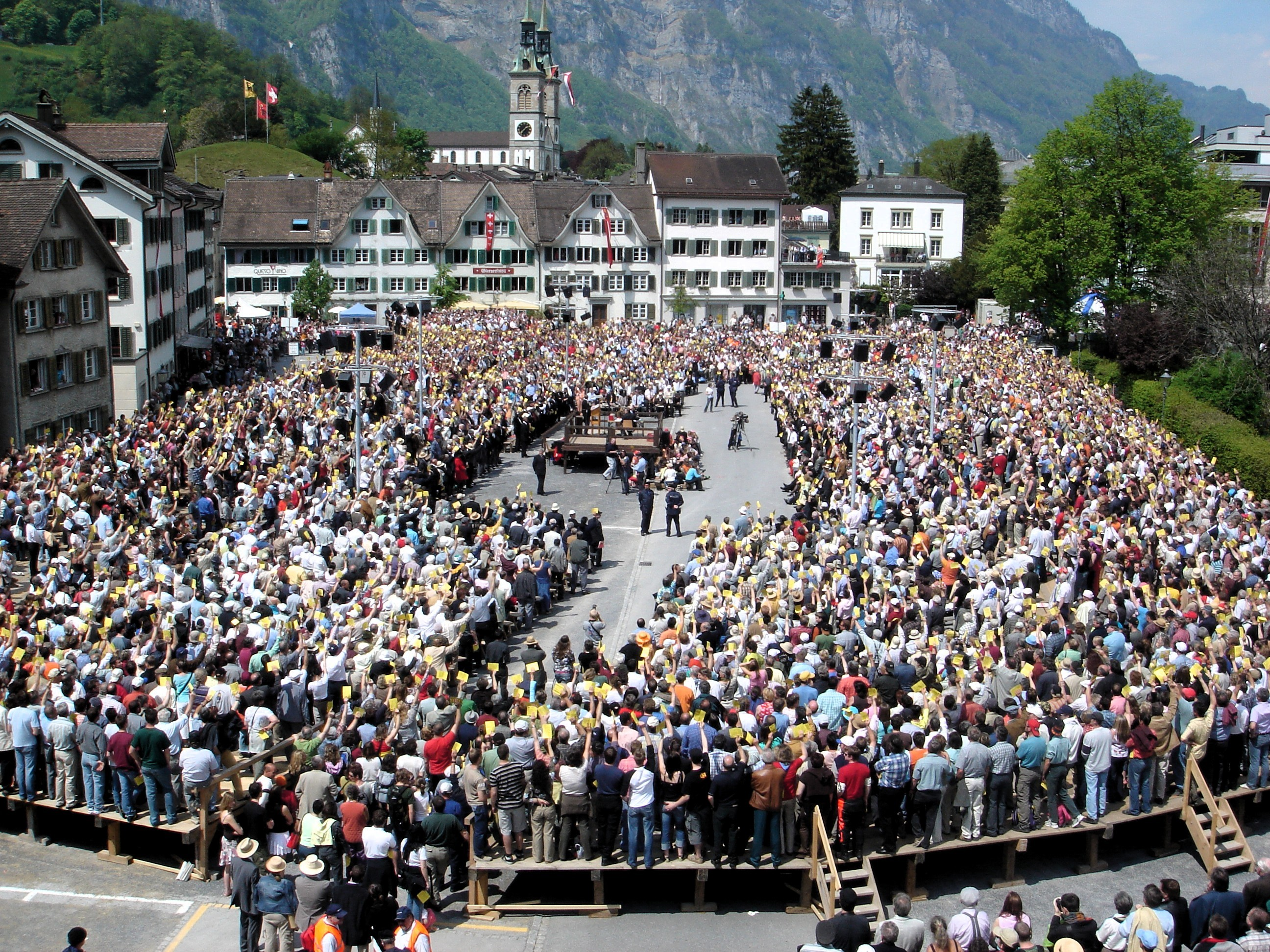
Abstimmung an der Landsgemeinde im Schweizer Kanton Glarus, 2006

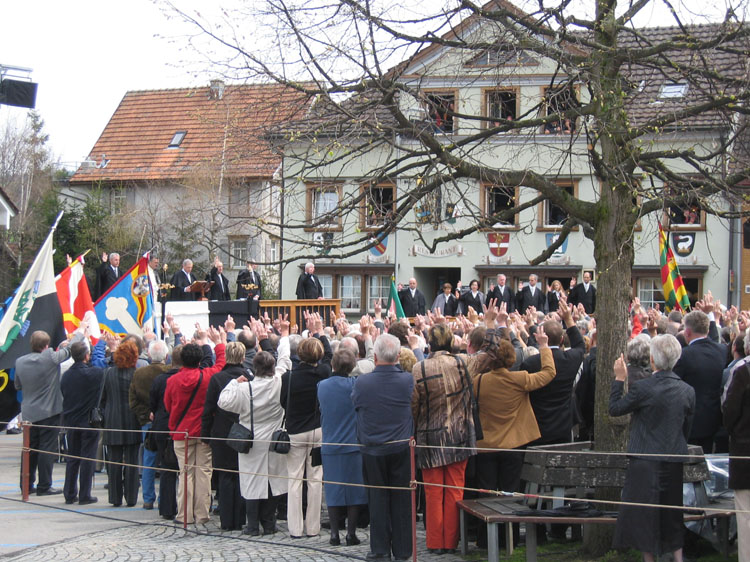
Vereidigung an der Landsgemeinde im Schweizer Kanton Appenzell Innerrhoden, 2005

Als direkte Demokratie (auch unmittelbare Demokratie oder sachunmittelbare Demokratie genannt) bezeichnet man – im engeren Sinn – sowohl Verfahren als auch ein politisches System, in dem die stimmberechtigte Bevölkerung („das Volk“) unmittelbar über politische Sachfragen abstimmt. Direkte Demokratie – so betrachtet – hat somit zwei Bedeutungen:
1. Sie bezeichnet zum einen eine Herrschaftsform, in der die Macht direkt vom Volk in Abstimmungen ausgeübt wird, ohne Repräsentanten und repräsentative Übertragungsmechanismen.[2] Formen davon sind die Basisdemokratie oder Anarchie.
2. Sie bezeichnet zum anderen einzelne politische Entscheidungsverfahren, bei denen das Volk unmittelbar über Sachfragen abstimmt, in einer ansonsten repräsentativen Demokratie. Dies wird aufgrund der Kombination von Elementen direkter und indirekter Demokratie auch als halbdirekte oder plebiszitäre Demokratie bezeichnet.

In Abgrenzung zur direkten Demokratie steht die Deliberative Demokratie (entlehnt von lateinisch deliberatio ‚Beratschlagung, Überlegung‘), eine Form der Bürgerbeteiligung. Bei diesen treffen die Bürger keine Entscheidungen, sondern erarbeiten unverbindliche Vorschläge, die beratend den zuständigen Gremien zur Entscheidung unterbreitet werden, auch Partizipatorische Demokratie genannt.
Das Gegenstück zur direkten Demokratie ist die indirekte Form der Beteiligung, die Repräsentative Demokratie.

## Instrumente der direkten Demokratie
Es gibt in den meisten demokratisch verfassten Staaten einzelne Entscheidungsverfahren (Instrumente) der direkten Demokratie, die als Ergänzung und Korrektiv der repräsentativen Organe fungieren.
In Benennung, Ausgestaltung, Reichweite und tatsächlicher politischer Bedeutung für einen Staat gibt es sehr große Unterschiede; man kann generalisierend allenfalls ähnliche Typen von Verfahren zusammenfassen.
Bei allen direktdemokratischen Instrumenten kann das Volk entweder selbst eine Vorlage (eine Initiative) in die gewählten Vertretungen einbringen und/oder über eine Vorlage direkt abstimmen. Bei den meisten Instrumenten müssen die Wahlberechtigten eine festgelegte Zahl an Unterschriften sammeln, um eine Vorlage einzubringen oder eine Abstimmung über eine Vorlage zu erwirken. Oftmals bauen verschiedene Instrumente auch aufeinander auf. So kann beispielsweise geregelt sein, dass einer Volksabstimmung eine Volksinitiative vorausgehen muss.

### Referenden
Mit der Bezeichnung Referendum kann man alle diejenigen direkten Abstimmungen des Volkes zusammenfassen, bei denen die Abstimmungsvorlage (sprich: zur Abstimmung vorgelegter Gegenstand einer Initiative, oder eines Referendums in der Schweiz) nicht aus dem Volk selbst, sondern aus einer gewählten Vertretung stammt. Bei vielen – aber nicht allen – Referenden geht der Abstimmung selbst keine Unterschriftensammlung voraus, sondern die Vorlage wird dem Volk direkt zur Abstimmung vorgelegt. Dieses Instrument der direkten Demokratie kann – je nach konkreter Ausgestaltung – von Exekutive oder Legislative unter Umständen genutzt werden, um die bestehende Gewaltenteilung eines Landes zu umgehen. In schwachen Demokratien besteht eine erhöhte Gefahr des Missbrauchs.
Beispiele für solche Verfahren sind:
- Verfassungsreferendum
- obligatorisches Referendum
- fakultatives Referendum

### Initiativverfahren
Initiativverfahren sind diejenigen direktdemokratischen Instrumente, bei denen das Volk in die gewählte Vertretung ein Anliegen oder eine Vorlage (eine Initiative) zur zwingenden Beratung einbringen kann. Die Abstimmung über Annahme oder Ablehnung der Vorlage obliegt aber einzig der gewählten Vertretung; das Volk stimmt nicht selbst ab. Nach der Behandlung der Initiative in der gewählten Vertretung ist das Verfahren – unabhängig vom Ausgang – beendet.
Beispiele für solche Verfahren sind:
- Volksmotion in einigen Schweizer Kantonen
- Volksinitiative in einigen deutschen Bundesländern (bspw. Berlin)
- Volksinitiative in der Schweiz, über die immer („zwingend“) in einer Volksabstimmung entschieden wird[4]
- Volksbegehren in Österreich
- Europäische Bürgerinitiative auf EU-Ebene

### Volksabstimmungsverfahren
Volksabstimmungsverfahren sind all jene direktdemokratischen Instrumente, bei denen aus dem Volk selbst eine Vorlage erarbeitet wird, die schließlich dann auch vom Volk in einer direkten Abstimmung entschieden wird. In aller Regel umfassen sie die Einbringung der Vorlage (der Initiative) und die Entscheidung über diese mehrere Einzelverfahren, die aufeinander aufbauen. Da in solchen Verfahren sowohl die Initiative als auch das letzte Entscheidungsrecht beim Volk selbst liegen, kommen diese dem demokratischen Ideal vom Volk als Souverän am nächsten, obwohl das Volk seine souveräne Herrschaft nur punktuell zu einer einzigen Frage ausübt.
Beispiele für solche Verfahren sind:
- die Volksinitiative in der Schweiz, über die immer („zwingend“) in einer Volksabstimmung entschieden wird, und die bei Annahme in die Umsetzung geht[4]
- die Kombination aus Antrag auf ein Volksbegehren, Volksbegehren und Volksentscheid in deutschen Bundesländern

## Geschichte und Praxis der direkten Demokratie

### Attische Demokratie
Die direkte Demokratie als Urform der Demokratie entstand ursprünglich nicht in Flächenstaaten, sondern in kleineren Gemeinwesen, u. a. der antiken griechischen polis. Die erste bekannte direkte Demokratie wurde in der Antike in Athen praktiziert und ist unter der Bezeichnung Attische Demokratie bekannt. Hier wurden Entscheidungen in einer Versammlung aller Stimmberechtigten getroffen. Stimmberechtigt waren jedoch nur männliche Vollbürger, eine Minderheit in der Gesamtbevölkerung. Als weitere Quelle für Traditionen der direkten Demokratie wird bisweilen auch der germanische Thing genannt. Eine fast vollständig umgesetzte direkte Demokratie, wie sie noch im Mittelalter zum Beispiel in den Drei Bünden oder den Landsgemeinden bestand, gibt es zurzeit nirgendwo auf der Welt, weil die heutige Regelungsdichte eine teilweise Delegation von Aufgaben an Volksvertreter (Parlament) notwendig macht.

### Schweiz
Die Schweiz hat von allen Demokratien die weitestreichenden direktdemokratischen Elemente. Sie kennt direktdemokratische Instrumente auf allen politischen Ebenen (Gemeinde, Kanton und Bundesstaat), die dort eine gewichtige Rolle für die Politik des Landes spielen. Die konkrete Ausgestaltung der einzelnen Instrumente unterscheidet sich dabei sowohl zwischen den politischen Ebenen als auch zwischen den einzelnen Kantonen recht stark. Jährlich gibt es in der Regel vier Abstimmungs-Wochenenden, an denen meist über mehrere Vorlagen aus allen politischen Ebenen abgestimmt wird. Auf Bundesebene finden Volksabstimmungen seit 1848 statt.
Auf eidgenössischer Ebene schreibt die Verfassung vor, was dem obligatorischen Referendum oder dem fakultativen Referendum untersteht. Verfassungsänderungen müssen in jedem Fall ohne Unterschriftensammlung durch ein Referendum vom Volk bestätigt werden. Mit dem fakultativen Referendum können die Bürger mit einer Sammlung von mindestens 50.000 Unterschriften Stimmberechtigter ein bereits beschlossenes Gesetz ebenfalls dem Referendum (sprich: einer Abstimmung durch das Volk) unterziehen. Weiterhin existiert die Volksinitiative, bei der mit 100.000 Unterschriften Stimmberechtigter eine Verfassungsänderung verlangt werden kann.
In den 26 Kantonen bestimmen die Kantonsverfassungen, was „vors Volk“ muss. In einzelnen Kantonen besteht das obligatorische Gesetzesreferendum, das heißt, sämtliche Gesetzesvorlagen müssen dort vom Volk bestätigt werden. In kleineren Kantonen können das neben den Gesetzen auch der Finanzhaushalt und somit auch die Steuersätze sein. Aber auch in bevölkerungsreicheren Kantonen gibt es für größere Ausgabenbeträge Finanzreferenden. In allen Kantonen existiert jedoch das obligatorische Referendum und die Verfassungsinitiative (Art. 51 BV). Obwohl die Bundesverfassung nicht von den Kantonen verlangt, sich als direkte Demokratien zu organisieren, haben sich alle Kantone – wenngleich in unterschiedlichem Maße – dafür entschieden.
Auch in den Städten und Gemeinden entscheidet die Bevölkerung oft selbst über den Finanzhaushalt. Viele Gemeinden haben darüber hinaus kein Gemeindeparlament. In diesem Fall nimmt die stimmberechtigte Bevölkerung in einer Gemeindeversammlung die legislative Arbeit selbst vor. Auch viele Ämter wie Gerichte, Schulbehörden und Bezirksbehörden und zum Teil auch Volksschul-Lehrkräfte werden direkt vom Volk gewählt.
In zwei kleineren Kantonen (Kanton Appenzell Innerrhoden und Kanton Glarus) hat die parlamentarische Vertretung ausschließlich beratende Funktion. Die tatsächliche Gesetzgebung wird direktdemokratisch in einer so genannten Landsgemeinde unmittelbar vom Stimmvolk durch offenes Handmehr ausgeübt.

„Die direkte Demokratie der Schweiz … ist geprägt vom Zusammenspiel aller Akteure …

… Das prägt unsere politische Kultur und führt dazu – auch wenn sich Parlament, Regierung und Bevölkerung einmal nicht einig sind –, dass keine Kluft zwischen Bevölkerung, Parlament und Bundesrat entsteht …

… Bürgerinnen und Bürger tragen viel Verantwortung … ein mutiges System …

… [dabei sind] nicht die Regeln entscheidend … sondern die politische Kultur … die auch auf dem Respekt von Andersdenkenden beruht, und zwar auf allen Ebenen: [in der Regierung], im Parlament, in der Bevölkerung. In unserer Demokratie sind alle wichtig.

… Die direkten Volksrechte wurden ursprünglich gerade dafür geschaffen, um jenen Stimmen ein Gewicht zu verleihen, die über die etablierten Wege der Gesetzgebung sonst ungehört verhallten …

… im Vergleich zu Staaten, in denen die Regierungen regelmässig ausgewechselt werden, sorgt unser demokratisches System für Stabilität [die konstruktiv, offen ist und Entwicklung, Wandel unterstützt]. Grosse Reformprojekte haben zwar einen langen Vorlauf; am Ende steht aber ein breit abgestützter Kompromiss, der auch über die nächsten Wahlen hinweg bestand hat …“

### Deutschland
In Deutschland sind zwar einige direktdemokratische Elemente auf allen politischen Ebenen vorgesehen, ihre Ausgestaltung ist aber oftmals sehr restriktiv und hat bis in die 1990er Jahre hinein nur sehr punktuell eine Rolle in der Politik des Landes gespielt.
Auf Bundesebene gibt es zurzeit kein Initiativrecht für das Volk. Allerdings regelt Art. 20 Abs. 2 Grundgesetz: „Alle Staatsgewalt geht vom Volke aus. Sie wird vom Volk in Wahlen und Abstimmungen […] ausgeübt.“ Da sich „Wahlen“ stets auf Personen und „Abstimmungen“ stets auf Sachfragen beziehen, ist eine Volksgesetzgebung somit prinzipiell vom Grundgesetz abgedeckt. In Art. 76 GG hingegen wird das Gesetzgebungsverfahren dargelegt, ohne dass „das Volk“ dort erwähnt wird. Das Bundesverfassungsgericht sowie die überwiegende Zahl der Staatsrechtler interpretiert diesen Widerspruch derart, dass eine Volksgesetzgebung auf Bundesebene eingeführt werden kann, allerdings erst nach Ergänzung des Art. 76 GG um entsprechende Formulierungen. Vorstöße für eine Grundgesetzänderung in dieser Richtung gab es 2002 von SPD und Bündnis 90/Die Grünen in einem gemeinsamen Gesetzentwurf sowie 2005 von der LINKEN, der FDP und vom Bündnis 90/Die Grünen in jeweils getrennten Gesetzentwürfen. Der Entwurf von 2002 erreichte in der Abstimmung zwar eine Mehrheit der Stimmen, verfehlte aber die notwendige Zweidrittelmehrheit. Vom Initiativrecht abgesehen sieht das Grundgesetz derzeit eine direktdemokratische Mitwirkung des Volkes nur bei einer Totalrevision des Grundgesetzes (Art. 146 GG) sowie bei der Neugliederung des Bundesgebietes (Art. 29 Abs. 2 ff. GG) vor. Bei letzterem handelt es sich allerdings nicht um eine bundesweite Abstimmung, sondern lediglich um ein Territorialplebiszit in den betroffenen Bundesländern. Dabei können die Landesvölker den Zusammenschluss oder die Aufteilung ihrer Länder in einem Volksentscheid bestätigen oder ablehnen.
Auf der ebenfalls repräsentativ verfassten Länderebene ist die direkte Demokratie in der Form der Volksgesetzgebung seit 1998 in allen 16 deutschen Bundesländern eingeführt. Nach der Gründung der westdeutschen Bundesländer (ab 1949) sahen bereits einige Länderverfassungen eine Volksgesetzgebung vor (z. B. Bayern und Hessen), in anderen Bundesländern wurde zunächst darauf verzichtet. Nach der Deutschen Wiedervereinigung und der Gründung der östlichen Bundesländer wurden dort überall – nicht zuletzt aufgrund der obrigkeitsstaatlichen Erfahrungen in der DDR – Volksgesetzgebungen in die jeweiligen Verfassungen aufgenommen. In der Folge schwappte dieser Demokratisierungsschub in die westlichen Bundesländer zurück, so dass mittlerweile alle Bundesländer eine Volksgesetzgebung kennen. Die Ausgestaltung der Volksgesetzgebung differiert in den Bundesländern allerdings sehr stark und hat dementsprechend eine unterschiedliche Wirksamkeit. Während beispielsweise in Bayern, Berlin und Hamburg die Volksgesetzgebung vergleichsweise bürgerfreundlich ausgestaltet ist und dadurch auch regelmäßig zur Anwendung kommt, sind in Hessen die Hürden für Initiativen aus dem Volk sehr hoch und tatsächlich noch nie zur Anwendung gekommen (Stand: 2010).
In den deutschen Kommunen kann mit dem Instrument des Bürgerbegehrens ein Anliegen vor die jeweilige kommunale Vertretung gebracht werden. Übernimmt diese das Begehren nicht, können die Wahlberechtigten in einem Bürgerentscheid direkt über das Anliegen abstimmen. Ebenso wie bei den Bundesländern schwankt die Ausgestaltung in den Kommunen innerhalb Deutschlands sehr stark, wobei die einschlägigen Regelungen hierzu vom jeweiligen Landesparlament festgelegt werden und die Kommunen selbst darauf keinen oder nur sehr geringen Einfluss haben. So führten vergleichsweise bürgerfreundliche Regelungen in Bayern zu mehr als 1000 direktdemokratischen Verfahren auf kommunaler Ebene seit 1995, während es im gleichen Zeitraum im Saarland lediglich 15 waren, von denen acht für unzulässig erklärt wurden. Neben Bürgerbegehren und Bürgerentscheid gibt es in einigen Bundesländern das Instrument des Einwohnerantrags (manchmal auch: Bürgerantrag), mit dem Vorlagen in die kommunale Vertretung eingebracht werden können.

#### Geschichte

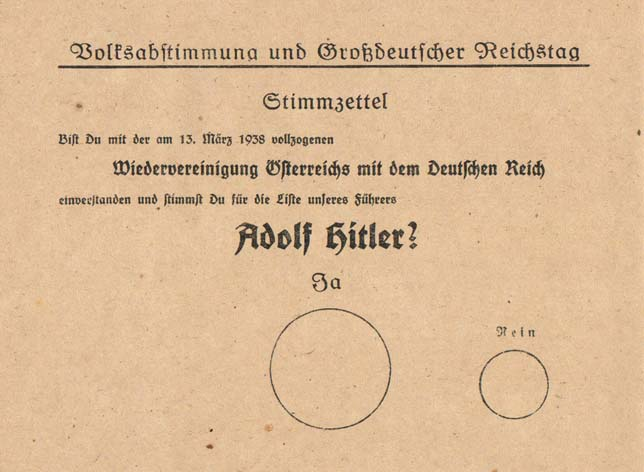
Stimmzettel zum Anschluss Österreichs an das Deutsche Reich, mit suggestiver „Stimmempfehlung“ für Ja

Direktdemokratische Instrumente wurden in Deutschland erstmals in der Weimarer Republik eingeführt. So räumte der Art. 73 WRV der Bevölkerung das Recht ein, dem Parlament mit mindestens 10 % der Unterschriften der Wahlberechtigten einen Gesetzesvorschlag zu machen. Stimmte das Parlament diesem Entwurf nicht zu, kam es zum Volksentscheid, dessen Erfolg davon abhing, dass 50 % des Wahlvolkes daran teilnahmen (Beteiligungsquorum) und überdies die Mehrheit der Teilnehmer dem Volksbegehren zustimmte.
Alle drei Versuche eines Volksbegehrens auf Reichsebene scheiterten. 1926 scheiterte die von KPD und SPD unterstützte „Fürstenenteignung“ mit einer Beteiligung von 39,6 %, bei 96,1 % Ja-Stimmen am Quorum. Das Volksbegehren „Gegen den Panzerkreuzerbau“, unterstützt von der KPD, scheiterte 1928 mit 1,2 Mio. Unterschriften bereits am 10-%-Unterschriftenquorum und schaffte es nicht zum Volksentscheid. Der Volksentscheid gegen den Young-Plan, der von NSDAP und DNVP unterstützt worden war, scheiterte 1929 mit nur 14,9 % Stimmbeteiligung, davon 94,5 % Ja-Stimmen, also bei einer Unterstützung von 13,8 % aller Wahlberechtigten ebenfalls deutlich am Quorum.
Obwohl keines der Verfahren in Weimar politisch umgesetzt wurde, werden die damaligen Erfahrungen immer wieder als Argument gegen direkte Demokratie im heutigen Deutschland verwendet. So hätten die Rechtsextremisten in Weimar durch die direkte Demokratie Gelegenheiten zur Agitation erhalten, was die Demokratie unterhöhlt hätte. Dagegen wird häufig eingewandt, dass primär die schlechte Ausgestaltung der direktdemokratischen Instrumente problematisch gewesen sei. Das hohe Beteiligungsquorum machte es für die Gegner eines Volksbegehrens leicht, dieses durch Boykott des demokratischen Prozesses zu Fall zu bringen, anstatt beim Volksentscheid um eine demokratische Mehrheit bei der Abstimmung zu ringen. Die ohnehin schon schwache Verankerung der Demokratie in der Gesellschaft sei durch das Beteiligungsquorum somit noch bestärkt worden. Zudem hätte auch die repräsentative Demokratie, insbesondere bei den Reichstagswahlen, den Extremisten entsprechende Gelegenheiten zur Agitation geboten.
Während der Diktatur der Nationalsozialisten wurden drei Referenden durchgeführt (Austritt aus dem Völkerbund 1933, Ämterzusammenlegung Reichspräsident und Reichskanzler 1934 und Anschluss Österreichs 1938) im Deutschen Reich abgehalten. Sie waren unklar und suggestiv formuliert und boten zudem nur die Möglichkeit, bereits vollzogenen Maßnahmen im Nachhinein zuzustimmen. Zudem darf bei der unrealistisch hohen Zahl von Ja-Stimmen (bspw. 99,73 % für den Anschluss Österreichs an das Deutsche Reich) Manipulation vermutet werden. Den Grundsätzen einer demokratischen Wahl entsprachen die Abstimmungen in jedem Fall nicht. Eine Sonderrolle spielt das Referendum von 1935 über die territoriale Zugehörigkeit des Saargebiets (sogenannte Saarabstimmung), das unter Aufsicht des Völkerbundes durchgeführt wurde.
Bei der Gründung der deutschen Bundesländer ab 1946 wurden eine ganze Reihe von Länderverfassungen per Referendum angenommen (bspw. die hessische und die bayerische Verfassung). Bis in die 1990er Jahre waren direktdemokratische Verfahren in der Bundesrepublik Deutschland selten und spielten vor allem für die Neugliederung des Bundesgebietes eine Rolle.

### Liechtenstein
Auch das Fürstentum Liechtenstein kennt seit der Verfassung 1921 direktdemokratische Verfahren. Da Liechtenstein eine konstitutionelle Erbmonarchie ist, verfügen der dortige Landtag und das Landesvolk allerdings nicht über die gleichen Rechte und Machtbefugnisse, wie sie für eine vollgültige Demokratie üblich sind. So können das Parlament oder das Volk zwar Gesetze beschließen, die letztliche Entscheidung über deren Annahme trifft aber einzig der Fürst oder ein von ihm ernannter amtsausführender Stellvertreter. Zeichnet der Fürst ein Gesetz nicht innerhalb von sechs Monaten ab, gilt es als abgelehnt.
Trotzdem kennt die Verfassung Liechtensteins eine ganze Reihe direktdemokratischer Instrumente. Bereits seit 1921 können 1000 Liechtensteiner (ca. 5,5 % der wahlberechtigten Bevölkerung) eine Initiative in das Parlament einbringen. Lehnt der Landtag die Initiative ab, kommt es zur Volksabstimmung. Der Landtag selbst kann mit der Mehrheit seiner Mitglieder aus eigener Kraft beschließen, dass ein Beschluss dem Volk zur direkten Abstimmung gestellt wird. Seit 1992 unterliegen Staatsverträge, seit 2003 auch Verfassungsänderungen und Beschlüsse, die einmalige Ausgaben von 500.000 CHF oder wiederkehrende Ausgaben von 250.000 CHF beinhalten, dem fakultativen Referendum, das 1500 Liechtensteiner (ca. 8 %) in einer Frist von 30 Tagen ergreifen können. Daneben kennt Liechtenstein seit 1921 das obligatorische Referendum für extreme (mindestens das 1,5fache) Steuererhöhungen und seit 2003 auch bei Streitfällen in der Richterbestellung und im Falle der Abschaffung der Monarchie. Bei Letzterem hat der Fürst kein Vetorecht.

### Österreich
Auf Bundesebene kennt die Republik Österreich drei direktdemokratische Instrumente: die Volksabstimmung, die Volksbefragung und das Volksbegehren. In der Zweiten Republik fanden zwei bundesweite Volksabstimmungen statt: 1978 über die Inbetriebnahme des AKWs Zwentendorf und 1995 über den Beitritt zur Europäischen Union. Die bisher einzige bundesweite Volksbefragung war über die Beibehaltung oder Abschaffung der Wehrpflicht in Österreich. Für alle Volksbegehren siehe Liste der Volksbegehren in Österreich. Auf der Ebene der Gemeinden kennt Österreich keine direktdemokratischen Instrumente.
Auf Landesebene ist die direkte Demokratie uneinheitlicher geregelt. Viele Bundesländer wie beispielsweise Vorarlberg kennen die gleichen direktdemokratischen Instrumente wie die Bundesebene (Volksabstimmung, Volksbefragung, Volksbegehren). Andere Bundesländer (beispielsweise Oberösterreich) kennen weniger direktdemokratische Instrumente beziehungsweise nutzen andere Bezeichnungen.
Auf Gemeindeebene unterscheidet sich das Bild ebenfalls je nach Land. Überwiegend stehen die gleichen direktdemokratischen Instrumente wie auf Bundes-/Landesebene zur Verfügung, oftmals unter geänderter Bezeichnung (Gemeindevolksabstimmung, Gemeindevolksbefragung, Gemeindevolksbegehren). Die Länder Vorarlberg und Steiermark kennen zudem die Kombination aus direktdemokratischen Initiativrecht mit anschließender verbindlicher Abstimmung (Volksbegehren und Volksabstimmung) wie sie auch in Deutschland ausgestaltet ist.
In Österreich gibt es immer wieder Debatten um einen Aus- und Umbau der direkten Demokratie. Einerseits streben einige österreichische Parteien, darunter auch Parlamentsparteien wie die FPÖ oder die Neos eine Umformung des österreichischen Systems in das Schweizer Modell, an in der Erwartung, den „Volkswillen“ auf ihrer Seite zu haben. Andererseits wird das Thema auch in der Zivilgesellschaft diskutiert, wobei oftmals das sogenannte Salzburger Modell gefordert wird, das einen Ausbau der direkten Demokratie in Österreich insbesondere um das Recht auf verbindliche Abstimmungen durch Initiativen aus dem Stimmvolk vorsieht.

### Andere Staaten
Viele demokratische Staaten der Welt haben in der einen oder anderen Form direktdemokratische Elemente in ihrem politischen System. Oftmals wirkten die im 19. Jahrhundert in der Schweiz eingeführten direktdemokratischen Instrumente hierbei als Vorbild. Zu den ersten Staaten, die diese adaptierten, gehörten einige US-Bundesstaaten wie z. B. Kalifornien und Oregon, die mittlerweile ebenfalls auf eine hundertjährige Tradition der direkten Demokratie zurückblicken.
Seit Ende der 1990er Jahre haben insbesondere einige lateinamerikanische Länder (Venezuela, Bolivien) im Zuge von Verfassungsrevisionen direktdemokratische Elemente im politischen System ausgebaut. Je nach politischem Standpunkt wird dies als Versuch der Überwindung der oftmals stark klientelistisch geprägten Politik der lateinamerikanischen Länder gewertet oder auch als Versuch, mit plebiszitären Mitteln eine autokratische Aushöhlung der Demokratie zu verdecken.
In der Europäischen Union sorgten in den 2000er Jahren vor allem die Referenden über den EU-Verfassungsvertrag in Frankreich und den Niederlanden für Aufsehen, bei denen die Ratifizierung des Vertrages von der Mehrheit der Abstimmenden abgelehnt wurde. Ebenso war in Irland ein Referendum geplant, bei dem eine Ablehnung zu erwarten war. Über den inhaltlich sehr ähnlichen Vertrag von Lissabon hielt lediglich Irland ein Referendum ab. Dies fand am 12. Juni 2008 statt und führte zu einer Ablehnung. Nach diversen Korrekturen des Vertrages wurde ein weiteres Referendum am 2. Oktober 2009 abgehalten – diesmal mit positivem Ausgang.
Die EU selbst verfügt seit dem 1. April 2012 mit der Europäischen Bürgerinitiative über ein erstes – wenn auch sehr begrenztes – direktdemokratisches Instrument.

## Demokratietheoretische Überlegungen und politische Debatten
Die in den jeweiligen Ländern geführten Diskussionen und vorgebrachten Argumente unterscheiden sich aufgrund der unterschiedlichen Ausgestaltungen der Staatswesen allerdings erheblich. In Deutschland und Österreich, deren Staatswesen ganz überwiegend repräsentativ-demokratisch ausgerichtet sind, kreisen die Debatten zur direkten Demokratie vielfach um grundsätzliche Überlegungen. So konzentrieren sich dort die meisten Argumente auf die Frage, ob eine stärkere Hinwendung zu direktdemokratischen Verfahren überhaupt wünschenswert sei und mit welchen vermeintlich positiven bzw. negativen Auswirkungen auf das Funktionieren der Demokratie zu rechnen sei. In der Schweiz hingegen, die als halbdirekte Demokratie bereits über die weltweit weitestgehenden direktdemokratischen Instrumente verfügt, wird die grundsätzliche Sinnhaftigkeit direktdemokratischer Verfahren über alle politischen Lager hinweg ganz überwiegend bejaht. Im Zentrum der Diskussion stehen dort vielmehr die konkrete Ausgestaltung einzelner Instrumente sowie die sie begleitenden Regelungen (Spendentransparenz, Ausgabenbegrenzungen im Abstimmungskampf etc.).